# 富县站
富县站是位于陕西省富县富城镇的一个铁路车站，邮政编码727500。车站建于1991年，有西延铁路经过该站，现办理客货运业务，车站及其上下行区间均已电气化。车站距离新丰镇站246公里，隶属西安铁路局，是四等站。